# Абан ибн Усман
Абу Са‘ид Абан ибн ‘Усман аль-Умави (араб. أبو سعيد أبان بن عثمان بن عفان الأموي‎; ум. 723) — наместник Медины, сын третьего халифа Усмана.

## Биография
Его отца звали Усман ибн Аффан, а мать — Умм Амр бинт Джундаб. Абан сопровождал Аишу в битве верблюда в ноябре 656 года. Видя, как битва завершалась не так как ожидал Абан, он одним из первых бежал с поля боя. В целом, Абан не обладал какой-либо важной политической силой.
Халиф Абдул-Малик ибн Мерван назначил его наместником Медины. Он занимал эту должность в течение семи лет, после чего был уволен, а его место занял Хишам ибн Исмаил. Абан известен больше своими знаниями хадисов пророка Мухаммеда, чем деятельность в качестве должностного лица по службе Омейядов. Иногда ему приписывается книга Китаб аль-Магази (книга о военных походах Мухаммеда).
Абан ибн Усман умер от апоплексического удара в 723 году во времена правления Язида II.